# Nitryfikacja
Nitryfikacja – proces utleniania amoniaku i soli amonowych do azotynów i azotanów prowadzony przez bakterie nitryfikacyjne.
Azotany powstałe w tym procesie mogą zostać przyswojone przez rośliny lub ulegać akumulacji, czego efektem może być powstanie złóż saletry.
Proces ten zachodzi w warunkach tlenowych i jest dwufazowy. W fazie pierwszej bakterie z rodzaju np. Nitrosomonas i Nitrosospira utleniają jony amonowe do azotynów:
2 NH+
4 + 3 O
2 → 2 NO−
2 + 4 H+
 + 2 H
2O | ΔG°' = −274 kJ/mol
Reakcja ta przebiega dwuetapowo, z pośrednim wytworzeniem hydroksyloaminy.
Jony azotynowe następnie są utleniane przez bakterie z rodzaju np. Nitrobacter do azotanów:
2 NO−
2 + O
2 → 2 NO−
3 | ΔG°' = −76 kJ/mol
Warunki nitryfikacji autotroficznej:
- pH od 5,5 do 9 (optymalnie 7,5)
- zawartość tlenu rozpuszczonego minimum 2 mg O2/dm³ oraz teoretycznie 4 mg O2/mg NH+4
- obecność mikroelementów Ca, Fe, Cu, Mg, P
- gazowy amoniak o stężeniu poniżej 1 mg/dm³ (jest toksyczny dla nitryfikatorów)
- brak innych toksycznych związków (fenoli, antybiotyków itp.)
- obecność dwutlenku węgla lub węglanów jako źródła węgla dla autotrofów
- neutralizacja (np. przez dodatek kredy) powstającego kwasu azotawego, który hamuje obie fazy nitryfikacji

Nitryfikacja nie jest procesem odwrotnym do denitryfikacji.